# Sevas Tra
Sevas Tra — це перший студійний альбом американського ню-метал гурту Otep, випущений у 2002 році. Якщо читати назву альбому справа наліво, то отримаємо «Art Saves» — «мистецтво рятує». Альбом дебютував на 145-й сходинці чарту Billboard 200.

## Список Треків
Автори музики і слів — М. Бістані, Дж. Мак-Ґвайр, Р. Паттерсон та Отеп Шамая, за винятком зазначених
| #   | Назва                                                                  | Автор                                                  | Тривалість |
| --- | ---------------------------------------------------------------------- | ------------------------------------------------------ | ---------- |
| 1.  | «Tortured»                                                             |                                                        | 1:39       |
| 2.  | «Blood Pigs»                                                           |                                                        | 4:03       |
| 3.  | «T.R.I.C.» (нова версія «T.R.I.C.» з міні-альбому Jihad)               | Бістані, В. Марш, Мак-Ґвайр, Паттерсон, Шамая          | 3:05       |
| 4.  | «My Confession»                                                        |                                                        | 5:31       |
| 5.  | «Sacrilege» (нова версія «The Lord Is My Weapon» з міні-альбому Jihad) |                                                        | 4:09       |
| 6.  | «Battle Ready»                                                         |                                                        | 4:21       |
| 7.  | «Emtee»                                                                |                                                        | 3:58       |
| 8.  | «Possession» (нова версія «Possession» з міні-альбому Jihad)           | Бістані, Марш, Мак-Ґвайр, Паттерсон, Шамая             | 4:54       |
| 9.  | «Thots»                                                                |                                                        | 4:09       |
| 10. | «Fillthee» (нова версія «Fillthee» з міні-альбому Jihad)               | Д. Агілера, Бістані, Марш, Мак-Ґвайр, Паттерсон, Шамая | 3:36       |
| 11. | «Menocide»                                                             |                                                        | 4:51       |
| 12. | «Jonestown Tea»                                                        |                                                        | 9:47       |
| 13. | «Brother» (прихований трек)                                            |                                                        | 7:03       |

## Склад гурту
- Отеп Шамая — вокал
- Роб Паттерсон — гітара
- Джейсон «eViL j» Мак-Ґвайр — баси, бек-вокал
- Марк «Moke» Бістані — ударні

## Виробництво
- Продюсер: Террі Дейт
- Звукорежисери: Террі Дейт, Мартін Фів'їр
- Асистенти звукорежисера: Дейв Фішер, Ентоні Кілгоффер, Флойд Рейтсман
- Мікшування: Террі Дейт
- Мастеринг: Тед Дженсен
- Цифрова обробка: Мартін Фів'їр
- A&R: Рон Лаффіт
- Арт-дирекція: П. Р. Браун, Венді Дуґан
- Дизайн обкладинки: П. Р. Браун
- Дизайн буклету: Венді Дуґан
- Фотографія: П. Р. Браун

## Чарти
Альбом — Billboard (Північна Америка)
| Рік  | Чарт              | Позиція |
| ---- | ----------------- | ------- |
| 2002 | UK                | 86      |
| 2002 | The Billboard 200 | 145     |